# Glossario di trigonometria
Questa pagina si prefigge di costituire un glossario di trigonometria che consenta di rintracciare in maniera più agevole gli articoli di tale settore della matematica. 

## A

### Algoritmo di prostaferesi
L'algoritmo di prostaferesi era utilizzato in passato, prima dell'introduzione dei logaritmi, per calcolare, in modo approssimato, il risultato di una moltiplicazione mediante somme e sottrazioni di funzioni.

### Angolo (piano)
Rotazione di una semiretta attorno alla sua origine. L'ampiezza della rotazione è la misura dell'ampiezza dell'angolo. L'origine della semiretta prende il nome di vertice dell'angolo; le due tracce della semiretta (posizione iniziale e posizione finale) si chiamano lati dell'angolo.
A volte si definisce un angolo come ciascuna delle due parti di piano delimitate da due semirette aventi la stessa origine: questa definizione deve ritenersi scorretta in quanto un angolo non può essere misurato in termini di area.
- - Angoli complementari Angoli la cui somma dà un angolo retto
  - Angoli esplementari Angoli la cui somma dà un angolo giro
  - Angoli supplementari Angoli la cui somma dà un angolo piatto
  - Angolo acuto Angolo di ampiezza inferiore ad un angolo retto
  - Angolo concavo Angolo di ampiezza superiore ad un angolo piatto ed inferiore di un angolo giro
  - Angolo convesso Angolo di ampiezza inferiore ad un angolo piatto
  - Angolo giro Angolo in cui i lati sono sovrapposti dopo una rotazione completa della semiretta. Misura 360° oppure {\displaystyle 2\pi } radianti
  - Angolo ottuso Angolo di ampiezza superiore ad un angolo retto, ma inferiore ad un angolo piatto
  - Angolo piatto Angolo i cui lati sono il prolungamento l'uno dell'altro. Misura 180° oppure {\displaystyle \pi } radianti
  - Angolo retto Angolo i cui lati sono perpendicolari. Misura 90° oppure {\displaystyle \pi /2} radianti

### Arcocoseno
Funzione trigonometrica inversa del coseno di un angolo: rappresenta l'arco (l'angolo) di cui è dato il valore del suo coseno. Solitamente si indica con arccos.

### Arcocosecante
Funzione trigonometrica inversa della cosecante di un angolo: rappresenta l'arco (l'angolo) di cui è dato il valore della sua cosecante. Solitamente si indica con arccsc.

### Arcocotangente
Funzione trigonometrica inversa della cotangente di un angolo: rappresenta l'arco (l'angolo) di cui è dato il valore della sua cotangente. Solitamente si indica con arctg.

### Arcosecante
Funzione trigonometrica inversa della secante di un angolo: rappresenta l'arco (l'angolo) di cui è dato il valore della sua secante. Solitamente si indica con arcsec.

### Arcoseno
Funzione trigonometrica inversa del seno di un angolo: rappresenta l'arco (l'angolo) di cui è dato il valore della sua cosecante. Solitamente si indica con arcsen.

### Arcotangente
Funzione trigonometrica inversa della tangente di un angolo: rappresenta l'arco (l'angolo) di cui è dato il valore della sua tangente. Solitamente si indica con arctg.

## C

### Cerchio unitario
Cerchio di raggio 1 sul quale si definiscono le funzioni trigonometriche.

### Coordinate polari
Nel sistema di coordinate polari ogni punto  del piano  è identificato da un angolo  e dalla distanza  da un punto fisso detto polo. Il passaggio dalle coordinate polari a quelle cartesiane (che sono fra loro in corrispondenza biunivoca, può essere eseguito servendosi delle funzioni trigonometriche.

### Cosecante
Funzione trigonometrica definita come il reciproco del seno di un angolo. Solitamente si indica con csc:
{\displaystyle \csc x={\frac {1}{\sin x}}}
Per l'interpretazione geometrica vedere Funzioni trigonometriche in questo glossario.

### Coseno
Una delle principali funzioni trigonometriche. Per definire il coseno (generalmente indicato con cos) di un angolo α si consideri una circonferenza con centro nel vertice dell'angolo e il suo raggio r coincidente con un lato dell'angolo; si consideri infine la proiezione pdi questo raggio sull'altro lato dell'angolo. Il coseno di α è definito come il rapporto fra p ed r. Siccome il valore di questo rapporto non dipende dal raggio della circonferenza (p ed r sono proporzionali), nulla vieta di utilizzare una circonferenza di raggio unitario.
Il valore del coseno di un angolo è sempre un numero reale compreso fra {\displaystyle -1}  e {\displaystyle 1}.
Per l'interpretazione geometrica vedere Funzioni trigonometriche in questo glossario.

### Costanti trigonometriche esatte
Valori notevoli di funzioni trigonometriche espressi mediante funzioni di numeri razionali e/o radicali.

### Cotangente
Funzione trigonometrica definita come il rapporto fra il coseno e il seno di un angolo, ovvero come il reciproco della tangente. Solitamente si indica con cot:
{\displaystyle \cot \alpha ={\frac {\cos \alpha }{\sin \alpha }}={\frac {1}{\tan \alpha }}}
Per l'interpretazione geometrica vedere Funzioni trigonometriche in questo glossario.

## D

### Disequazione trigonometrica
Una disequazione trigonometrica è una disequazione in cui l'incognita sia, almeno in un caso, espressa come argomento di una funzione trigonometrica. Esempio: {\displaystyle sinx+3x>3} è una disequazione trigonometrica, mentre {\displaystyle x^{2}+tan(\pi /2)<0} non è una disequazione trigonometrica in quanto l'incognita x non è argomento di funzioni trigonometriche.

## E

### Eccesso angolare
Nella geometria sferica, o più in generale nella geometria ellittica, con eccesso angolare si intende la differenza fra la somma degli angoli interni di un triangolo e 180° ({\displaystyle \pi }).

### Emisenoverso
È definito come la metà della funzione senoverso; vale quindi la relazione
{\displaystyle \operatorname {senoverso} (x)={\frac {1-\cos(x)}{2}}}
La funzione haversine, in trigonometria sferica, permette di calcolare la distanza fra due punti sulla sfera conoscendone latitudine e longitudine.

### Equazione trigonometrica
Una equazione trigonometrica è una equazione in cui l'incognita compaia, almeno in un caso, come argomento di una funzione trigonometrica  (esempio: {\displaystyle sinx+3x=2} è una equazione trigonometrica, mentre {\displaystyle x^{2}+tan(\pi /2)=0} non è una disequazione trigonometrica in quanto l'incognita x non è argomento di funzioni trigonometriche.

## F

### Figura di Lissajous
Figura descritta da due moti sinusoidali ortogonali.

### Formula di Brahmagupta
Formula che permette di trovare l'area di un quadrilatero ciclico conoscendo la lunghezza dei quattro lati. La formula, estensione della formula di Erone, può essere generalizzata a qualunque quadrilatero di cui si conoscano due angoli opposti.

### Formula di De Moivre
Formula che esprime l'esponenziale di un numero complesso tramite seno e coseno dell'angolo. In pratica questa formula collega la trigonometria con i numeri complessi.

### Formula di Eulero
Caso particolare della formula di De Moivre, {\displaystyle e^{i\pi }=-1}

### Formule di addizione
Le formule di addizione permettono di trasformare le funzioni trigonometriche della somma di due angoli in una espressione composta da funzioni trigonometriche dei due angoli.

### Formule di sottrazione
Le formule di sottrazione permettono di trasformare le funzioni trigonometriche della differenza di due angoli in una espressione composta da funzioni trigonometriche dei due angoli.

### Formule di bisezione
Le formule di bisezione permettono di trovare il valore delle funzioni trigonometriche della metà di un angolo conoscendo il valore de funzioni trigonometriche dell'angolo intero.

### Formule di Briggs
Le Formule di Briggs permettono di trovare le misure degli angoli di un triangolo conoscendo la lunghezza di tutti i tre lati. Le formule, in realtà, permettono di trovare i valori delle funzioni trigonometriche della metà degli angoli interni del triangolo; basta poi applicare le formule di duplicazione, quindi le funzioni trigonometriche inverse opportune per ottenere la misura degli angoli.

### Formule di duplicazione
Le formule di duplicazione permettono di calcolare i valori delle funzioni trigonometriche del doppio di un angolo dato, di cui si conoscono i valori delle funzioni trigonometriche. Si ottengono dalle formule di addizione uguagliando i due addendi.

### Formule di prostaferesi
Le formule di prostaferesi permettono di trasformare somme e differenze di funzioni trigonometriche di due angoli in un prodotto di funzioni trigonometriche della somma o differenza degli angoli. Sono le formule inverse delle Formule di Werner.
La parola prostaferesi deriva da due parole greche che significano somma e sottrazione.

### Formule di Werner
Le formule di Werner permettono di trasformare prodotti di funzioni trigonometriche di due angoli in somme e differenze di funzioni trigonometriche della somma e/o differenza degli angoli. Attualmente poco utilizzate,. in passato ebbero un ruolo fondamentale nell'algoritmo di prostaferesi.

### Funzione gudermanniana
Funzione che collega le funzioni trigonometriche alle funzioni iperboliche senza ricorrere ai numeri complessi.

### Funzioni iperboliche
Analoghe alle funzioni trigonometriche ma basate sull'equazione parametrica di un'iperbole invece che su quella di un cerchio.

### Funzioni circolari
Sinonimo di funzioni trigonometriche.

### Funzioni goniometriche
Sinonimo di funzioni trigonometriche.

### Funzioni integrali trigonometriche
Le funzioni integrali trigonometriche sono una famiglia di funzioni definite tramite integrali di funzioni trigonometriche.

### Funzioni trigonometriche
Funzioni di un angolo, definite come rapporto fra la lunghezze di diversi segmenti costruiti su una circonferenza avente il centro nel vertice dell'angolo. Siccome, in ogni caso, i valori ottenuti non dipendono dal raggio della circonferenza, nulla osta a considerare, per la definizione, un cerchio unitario.
Prendendo ad esempio l'angolo θ nella figura che segue, in cui è rappresentato un cerchio unitario, il significato geometrico delle singole funzioni trigonometriche è il seguente:
- Funzioni trigonometriche dirette
  - Cosecante: {\displaystyle OF} nella figura a lato
  - Coseno: {\displaystyle OC} nella figura a lato
  - Cotangente: {\displaystyle AF} nella figura a lato
  - Secante: {\displaystyle OE} nella figura a lato
  - Seno: {\displaystyle AC} nella figura a lato
  - Tangente: {\displaystyle AE} nella figura a lato
  - Senoverso: {\displaystyle CD} nella figura a lato
- Funzioni trigonometriche inverse
  - Arcocoseno
  - Arcocotangente
  - Arcoseno
  - Arcotangente
- Altre funzioni
  - Cis: Altro nome con cui è indicata la funzione {\displaystyle Cis(x)=e^{ix}}

## G

### Grado sessagesimale
Unità di misura per gli angoli. Un grado sessagesimale corrisponde a 1/360 dell'angolo giro. Si indica con {\displaystyle ^{\circ }} (un angolo retto misura 90°). Ogni grado sessagesimale è diviso in 60 primi (60') ognuno dei quali è diviso in 60 secondi (60"). Ogni secondo è diviso secondo il sistema decimale (per esempio 16 gradi, 15 primi 6 secondi e mezzo si scrive: {\displaystyle 16^{\circ }\;15'\;06,5''}).

### Grado sessadecimale
Unità di misura per gli angoli. Un grado sessadecimale corrisponde a 1/360 dell'angolo giro. Si indica con {\displaystyle ^{\circ }} (un angolo retto misura 90°). Ogni grado sessadecimale è diviso in 100 primi, ognuno dei quali è suddiviso in 100 secondi, per cui può essere scritto seguendo le normali convenzioni del sistema decimale (per es. 16 gradi, 15 primi e 18 secondi si scrive {\displaystyle 16^{\circ }\;1518} oppure {\displaystyle 16^{\circ },1518}).

### Grado centesimale
Unità di misura per gli angoli. Un grado centesimale è la quattrocentesima parte dell'angolo giro. Si indica con gon o grad (un angolo retto misura 100 gon). Ogni grado centesimale è diviso in 100 primi, ognuno dei quali suddiviso in 100 secondi, per cui può essere scritto seguendo le normali convenzioni del sistema decimale (per es. 95 gradi, 15 primi e 8 secondi si scrive {\displaystyle 95,1508} gon).

## I

### Identità trigonometrica
Una identità trigonometrica è una identità matematica, ovvero un'uguaglianza fra due espressioni matematiche contenenti almeno una variabile, vera per qualunque valore delle variabili, che comprende anche funzioni trigonometriche.
L'identità fondamentale della trigonometria piana mette in relazione seno e coseno di un qualunque angolo con l'unità: qualunque sia l'angolo {\displaystyle \alpha } vale sempre la relazione {\displaystyle \sin ^{2}(\alpha )+\cos ^{2}(\alpha )=1}. Considerando le interpretazioni geometriche delle funzioni trigonometriche, questa identità deriva direttamente dal teorema di Pitagora.

## L

### Legge del coseno
Sinonimo di teorema del coseno e di teorema di Carnot.

### Legge dei seni
Sinonimo di teorema dei seni.

## N

### Nodi di Chebyshev
Detti anche radici di Chebyshev, sono le soluzioni reali dei polinomi di Chebyshev.

## P

### Periodo (delle funzioni trigonometriche)
Tutte le funzioni trigonometriche, essendo legate agli angoli e alla circonferenza, sono periodiche con periodicità pari ad un angolo giro (360° oppure 2{\displaystyle \pi }  rad). Ciò significa che se {\displaystyle f\ } è una qualunque funzione trigonometrica, allora
{\displaystyle f(\alpha )=f(\alpha +n\times 360^{\circ })=f(\alpha +2\pi n)} (radianti)

### Polinomi di Chebyshev
Polinomi di forma particolarmente semplice quando espressi in funzione del coseno di un angolo.

## R

### Radiante
Unità di misura per gli angoli utilizzato dal Sistema Internazionale. Il radiante (simbolo: rad) è definito come l'angolo che stacca un arco di una circonferenza col centro nel vertice dell'angolo, di lunghezza pari al raggio della circonferenza stessa. Misurare un angolo in radianti equivale quindi a misurare la lunghezza dell'arco di circonferenza, staccato dall'angolo medesimo, e dividerlo per il raggio. Un angolo giro, quindi misura {\displaystyle 2\pi } rad mentre un angolo retto misura {\displaystyle \pi /2} rad.

## S

### Secante
Funzione trigonometrica definita come il reciproco del coseno di un angolo. In genere viene indicata con sec:
{\displaystyle \sec x={\frac {1}{\cos x}}}
Per l'interpretazione geometrica vedere Funzioni trigonometriche in questo glossario.

### Seno
Una delle principali funzioni trigonometriche. Per definire il seno (generalmente indicato con sen) di un angolo α si consideri una circonferenza con centro nel vertice dell'angolo e il raggio r della circonferenza coincidente con un lato dell'angolo; si consideri poi il segmento s compreso fra i due lati dell'angolo, passante nel punto di intersezione fra la circonferenza e il raggio r, e perpendicolare all'altro lato dell'angolo. Il seno di α è definito come il rapporto fra s ed r. Siccome il valore di questo rapporto non dipende dal raggio della circonferenza (s ed r sono proporzionali), nulla vieta di utilizzare una circonferenza di raggio unitario.
Il valore del seno di un angolo è sempre un numero reale compreso fra {\displaystyle -1}  e {\displaystyle 1}.
Per l'interpretazione geometrica vedere Funzioni trigonometriche in questo glossario.

### Senoverso
Funzione trigonometrica definita come la differenza dall'unità del coseno:
{\displaystyle {\textrm {senoverso}}(\alpha )=1-\cos(\alpha )=2\sin ^{2}\left({\frac {\alpha }{2}}\right)}
Poco utilizzata. A volte si indica con vers
Per l'interpretazione geometrica vedere Funzioni trigonometriche in questo glossario.

## T

### Tangente
Funzione trigonometrica definita come il rapporto fra il seno e i coseno di un angolo:
{\displaystyle \tan(\alpha )={\frac {\sin(\alpha )}{\cos(\alpha )}}={\frac {1}{\cot(\alpha )}}}
Per l'interpretazione geometrica vedere Funzioni trigonometriche in questo glossario.

### Teorema di Carnot
Vedi teorema del coseno.

### Teorema del coseno
In un triangolo qualunque, mette in relazione il quadrato di un lato con gli altri due e con il coseno del suo angolo opposto. In pratica, se {\displaystyle a,b,c} sono i tre lati di un triangolo e {\displaystyle \gamma } è l'angolo compreso fra i lati {\displaystyle b} e {\displaystyle c}, allora il teorema afferma che
{\displaystyle a^{2}=b^{2}+c^{2}-2bc\,\cos(\gamma )}).
Il teorema del coseno è in pratica una generalizzazione del teorema di Pitagora applicabile a triangoli qualunque.

### Tavole trigonometriche
Le tavole trigonometriche sono tabelle che elencano il valore dellefunzioni trigonometriche, o dei loro logaritmi, per un numero finito di angoli (per esempio per ogni grado e primo sessagesimale). In genere forniscono anche gli strumenti per calcolare facilmente tramite interpolazione i valori di angoli non riportati in tabella.
Molto usate in passato, oggi sono sostituite dai calcolatori.

### Teorema dei seni
Il teorema dei seni afferma che in un triangolo la lunghezza dei lati è proporzionale al valore del seno dell'angolo a loro opposto. In pratica se {\displaystyle a,b,c} sono i lati di un triangolo, e {\displaystyle \alpha ,\beta ,\gamma } gli angoli a loro rispettivamente opposti, allora:
{\displaystyle a:b:c=\sin(\alpha ):\sin(\beta ):\sin(\gamma )}
Permette di calcolare un triangolo conoscendo un lato e due angoli, oppure due lati e un angolo non compreso fra i due.

### Teorema della corda
Fornisce la lunghezza della corda tracciata lungo una circonferenza definita dall'angolo sotteso dalla corda stessa.
Permette di calcolare la distanza della corda dal centro della circonferenza.

### Teorema delle proiezioni
Il teorema delle proiezioni afferma che in un triangolo, ogni lato è uguale alla somma dei prodotti di ciascuno degli altri due lati per il coseno dell'angolo che essi formano con il primo. In pratica, se {\displaystyle a,b,c} sono i tre lati del triangolo, e {\displaystyle \alpha ,\beta ,\gamma } gli angoli a loro rispettivamente opposti, allora valgono le uguaglianze
{\displaystyle a=b\,\cos(\gamma )+c\,\cos(\beta )}
{\displaystyle b=a\,\cos(\gamma )+c\,\cos(\alpha )}
{\displaystyle c=a\,\cos(\beta )+b\,\cos(\alpha )}

### Teorema delle tangenti
Il teorema delle tangenti (o di Nepero) afferma che in un triangolo la somma di due lati sta alla loro differenza come la tangente della semisomma degli angoli opposti ai suddetti lati sta alla tangente della loro semidifferenza:
{\displaystyle {\frac {a+b}{a-b}}={\frac {\tan {\frac {\alpha +\beta }{2}}}{\tan {\frac {\alpha -\beta }{2}}}}}

### Triangolo (piano)
Poligono formato da tre lati e tre angoli. La somma degli angoli interni di un triangolo piano è sempre 180° (o {\displaystyle \pi rad}). È sufficiente conoscere tre elementi (angoli o lati) di cui almeno un lato per essere in grado di calcolare gli altri tre mediante teoremi trigonometrici.

### Triangolo sferico
Area di una superficie sferica delimitata da tre archi di cerchio massimo.

### Trigonometria piana
La trigonometria è la branca della matematica che studia le relazioni fra lati ed angoli dei triangoli. Si basa sulle funzioni trigonometriche mediante le quali permette di risolvere completamente ogni triangolo a partire da tre elementi (angoli e lati) di cui almeno un lato.

### Trigonometria sferica
La trigonometria sferica si occupa dello studio delle misure degli angoli solidi e delle relazioni tra lati ed angoli di triangoli costruiti su di una sfera. Estremamente importante nella navigazione, sia marittima che aerea.

## V

### Versine
Sinonimo di senoverso.